# Venezia. Il leone, la città e l'acqua
Venezia. Il leone, la città e l'acqua  (in olandese Venetië. De leeuw, de stad en het water) è il romanzo dello scrittore olandese Cees Nooteboom pubblicato nel 2019 nella prima edizione olandese e nel 2021 nella prima edizione italiana, da Iperborea. Si tratta di un romanzo particolare, un viaggio letterario, filosofico e storico ricco di fotografie dedicato alla città lagunare.

## Descrizione
L'autore si sdoppia e diventa turista che viene da altri luoghi e veneziano allo stesso tempo, cogliendo la contraddizione tra due diversi modi di vivere la città. Chi vive a Venezia è legato al turismo ma ne è anche minacciato e viene costretto ad abbandonare le sue radici allontanandosene. Alcuni turisti come Cees Nooteboom, che frequentano la città da oltre mezzo secolo, tentano di offrirle un'opportunità nuova affidandosi talvolta alla curiosità ed alla scoperta imprevista che arriva dopo aver smarrito il percorso programmato. Nooteboom non può fare a meno di ammettere che i turisti si sono impossessati di Venezia, ma a differenza di altri pensa che a Venezia le cose vadano bene e parla della bellezza della città che visita regolarmente dal 1964. Così avviene che descriva nuove esperienze ma riporti anche suoi ricordi dei tempi passati. L'autore ribadisce che perdersi è il modo migliore per esplorare Venezia anche se preferisce avere una mappa a portata di mano durante i suoi percorsi in città. Non usa la mappa per trovare il tragitto più breve ma solo per capire dove si trova, ricostruirne la storia di come è nata e costruita nei secoli. Suggerisce anche di scegliere un punto a caso e andarci senza consultare la mappa, senza salire su un vaporetto ma utilizzando solo sui ponti. Venezia è ovunque, e dove c'è meno gente la città riserva più sorprese, per il semplice motivo che si vedono letteralmente più cose. Pensa agli artisti che l'hanno dipinta e descritta. In tal modo può arrivare non solo a luoghi precedentemente non visitati, che possono essere strade, vicoli e piazze, ma anche a segni dietro porte che prima non aveva notato. Quando questo gli succede a volte è felice quasi come un bambino. La prima volta che visitò Venezia fu nel 1964 ed era in compagnia di una giovane donna. Poi vi tornò nel 1982, con l'Orient Express. Solo durante la decima visita decise di concedersi un giro in gondola. Nel 2018 ricorda che un violento temporale interruppe l'unico collegamento via terra tra la città e il resto del mondo e questo lo costrinse a restare più a lungo del previsto. Venezia, con tutti i suoi angoli nascosti e i cancelli chiusi, circondata da innumerevoli lagune, con i vicoli stretti che finiscono in un canale è fatta per perdersi ma, ancor di più, per far capire che le storie non finiscono mai.

## Genesi e tematiche
Il libro nasce dalla necessità dell'autore di condividere le sue emozioni tra archi scolpiti e gondole galleggianti per arrivare a superare la narrazione turistica che maschera la città lagunare. La sua realtà è nel titolo, a partire dal leone. Dalla prua di un vaporetto vede scorrere la vita e l'arte. Venezia gli appare come un'assurda combinazione di potere, denaro, genio e grande arte. Il suo amore per la città dura da oltre 50 anni e lo ha alimentato con numerose visite. Ha conosciuto magnifici alberghi e appartamenti tetri, ricorda appena ne ha l'occasione i pittori e gli scrittori che qui hanno vissuto e lavorato, osserva e descrive come la città si svenda, scruta il comportamento dei residenti e dei visitatori. Cees Nooteboom tematizza lo scorrere del tempo e nel corso dei secoli la città ha dovuto riconoscere sempre più la superiorità alle persone e all'acqua. Nooteboom alterna il girovagare per la città con l'osservazione e la lettura. Legge ciò che altri hanno scritto e che gli aprono percorsi e segnano punti di partenza per le sue storie. Nooteboom in realtà non vaga da solo così spesso come suggeriscono i suoi scritti. In molti casi è accompagnato da Simone Sassen che scatta foto poi inserite nel libro. Quando la sovrabbondanza di storia e di bellezza che incontra sembra stordirlo cerca angoli più comuni e tenta di essere un comune cliente locale in un bar, si mimetizza come osservatore quasi invisibile continuando con altre riflessioni e altri spunti da approfondire.

## Critica
Lo scrittore mette in discussione non solo la città ma anche se stesso. Cees Nooteboom può occasionalmente sembrare molto naturale e diretto ma dimostra di conoscere bene la storia artistica e antropologica, anche se la mostra in modo tradizionale. Del resto nei suoi viaggi porta con se valigie piene di libri che gli servono per documentarsi. Nelle sue ultime visite Nooteboom non può ignorare il fatto che Venezia è invasa dai turisti, lui stesso lo è. Il capitolo conclusivo del libro vorrebbe essere completo e coclusivo, tale da non aver bisogno di nessuna integrazione sostanziale durante la sua prossima visita a Venezia. A differenza di Berlino, Lisbona o Perth tuttavia Venezia non gioca ancora un ruolo di primo piano nella parte immaginaria della sua opera e il filone non è ancora esaurito o prosciugato. La trattazione è intelligente e autoironico, quasi tenera. Nooteboom si pone anche la domanda sul perché ami tanto Venezia. La risposta che si da è che la Serenissima rappresenta un monumento di enorme autorevolezza.

## Edizioni

### Edizione originale in olandese
- (NL) Cees Nooteboom, Venetië: de leeuw, de stad en het water, Simone Sassen, fotografie, Amsterdam, De Bezige Bij, 2019, OCLC 1310382434.

### Edizione in italiano
- Cees Nooteboom, Venezia il leone, la città e l'acqua, traduzione di Fulvio Ferrari, Simone Sassen, fotografie, Milano, Iperborea, 2021, ISBN 9788870916409, OCLC 1298587004.

### Edizioni in altre lingue
- (DE) Cees Nooteboom, Venedig - der Löwe, die Stadt und das Wasser, traduzione di Helga van Beuningen, Simone Sassen, fotografie, Berlin, Suhrkamp, 2019, OCLC 1057852896.
- (EN) Cees Nooteboom, Venice the lion, the city, and the water, traduzione di Laura Watkinson, Simone Sassen, fotografie, New Haven, Yale University Press, 2020, OCLC 1423317426.
- (FR) Cees Nooteboom, Venise: le lion, la ville et l'eau, traduzione di Philippe Noble, Simone Sassen, fotografie, Arles, Actes Sud, 2020, OCLC 1224496824.
- (ES) Cees Nooteboom, Venecia: el león, la ciudad y el agua, traduzione di Philippe Noble, Simone Sassen, fotografie, Madrid, Siruela, 2020, OCLC 1224496824.